# デリック・モーガン
デリック・モーガン（Derrick Morgan、1940年3月27日 - ）はジャマイカ・クラレンドン教区出身の歌手。歌手のクイーン・アイフリカは娘。

## 来歴

### 初期の活動
1957年、モーガンはキングストンのパレス・シアターで行われたタレントショー『ヴェレ・ジョンズ・オポチュニティ・アワー』 (the Vere Johns Opportunity Hour) に出場し、リトル・リチャードに影響を受けたパフォーマンスを見せ優勝した。その後、モーガンはジャマイカのコメディアン・コンビ、ビム・アンド・バムとともにジャマイカ島内を回り、興行を行った。
1959年、モーガンはデューク・リードに見出され、リードのトレジャー・アイルレーベルで初の録音となる「Lover Boy (S-Corner Rock)」と「Oh My」の2曲のブギを残した。その後発表した「Fat Man」はモーガンの初ヒット曲となった。また、モーガンはこの時期コクソン・ドッドの下にも録音を残した。
1960年、モーガンは「Don't Call Me Daddy」、「In My Heart」、「Be Still」、「Meekly Wait and Murmur Not」などの曲を発表し、ジャマイカのヒットチャートの1位から7位までを同時に独占した。

### プリンス・バスターとのクラッシュ
レスリー・コンの下で録音した「You Don't Know」はさらに大きなヒットとなった。「You Don't Know」は後に、ミリセント・"パッツィ"・トッドとのデュエットのスカ楽曲として、「Housewives' Choice」と改題され、再発表された。
しかし、この「Housewives' Choice」の歌詞が盗作であるとプリンス・バスターが噛み付いたことをきっかけに、モーガンとバスターとの間にはライバル関係が生じた。バスターはすぐにモーガンとプロデューサーのレスリー・コンを揶揄し、攻撃した楽曲「Blackhead Chiney Man」を発表したが、モーガンは「Blazing Fire」でこれに反撃した。バスターは「Watch It Blackhead」で再攻撃したが、モーガンは「No Raise No Praise」と「Still Insist」の二曲で再反撃した。
これによりファン同士の抗争が激化してしまったため、二人の間にジャマイカ政府が介入し、二人が友人としてステージに上がっている写真の撮影が行われ、ジャマイカ音楽史上初のアーティスト同士のクラッシュは終焉した。

### ロックステディの時代
1960年代中頃、スカに代わりロックステディが流行しても、モーガンの勢いは衰えず、「Tougher Than Tough」、「Do the Beng Beng」、「Conquering Ruler」などのルードボーイ賛歌や、ベン・E・キング「Seven Letters」のカバーを発表した。
1969年、モーガンはクラブ・レコードから「Moon Hop」を発表。同楽曲はイギリスのスキンヘッズ達の間で流行し、全英シングルチャート49位を獲得した。
また、2006年に発売されたテレビゲーム「スカーフェイス・ザ・ワールド・イズ・ユアーズ」のサウンドトラックには「Tougher Than Tough」が使用されている。

## ディスコグラフィ

### アルバム
- Forward March (1963)
- Derrick Morgan & Friends (1968)
- The Best Of Derrick Morgan (1969)
- Seven Letters (1969)
- Derrick Morgan in London (1969)
- Moon Hop (1970)
- Feel So Good (1975) (featuring Hortense Ellis)
- People's Decision (1977)
- Still in Love (1977) (also featuring Hortense Ellis)
- Sunset at Moonlight City
- Love City
- The Legend of Derrick Morgan (1980)
- I Am the Ruler (1992) - Trojan Records
- Tougher Than Tough (Rudie in Court) (1992)
- Ska Man Classics (1995)
- Ska Man Classics (1997)
- 21 Hits Salute (1997)
- Meets the High Notes Live (2003)
- Moon Hop: Best of the Early Years 1960-69 (2003)
- Derrick:Top the Top (2003)
- Derrick Meets the High Notes (2004)

### シングル
- "The Hop" / "Tell It To Me", 7": Island WI 006, UK, 1962
- "Forward March" / "Please Don't Talk About Me", 7": Island WI 011, UK, 1962
- "See The Blind" / "Cherry Home", 7": Island WI 013, UK, 1962
- "Moon Hop" - 1970 - UK Singles Chart No. 49

Singles on Crab Records
- River To The Bank / Reggae Limbo 7" (B side - Peter King)
- Seven Letters / Lonely Heartaches 7" (B side - The Tartons)
- The First Taste Of Love / Dance All Night 7"
- Don't Play That Song / How Can I Forget You 7"
- Mek It Tan Deh / Gimme Back 7"
- Send Me Some Loving / Come What May 7"
- Hard Time / Death Rides A Horse 7" (B Side - Roy Richards)
- Man Pon Moon / What A Thing 7"
- Moon Hop / Harris Wheel 7" (B Side - Reggaeites)
- A Night At The Hop / Telephone 7"
- Oh Baby / The Rat 7" (B Side - The Thunderbirds)
- Need To Belong / Let's Have Some Fun 7" (With Jennifer Jones)
- I Wish I Was An Apple / The Story 7"
- Take A Letter Maria / Just A Little Loving 7" (With Owen Gray)
- Rocking Good Way / Wipe These Tears 7" (With Jennifer Jones)
- My Dickie / Brixton Hop 7"
- I Can't Stand It No Longer / Beyond The Wall 7"
- Endlessly / Who's Making Love 7"
- Hurt Me / Julia 7"
- Searching So Long / Drums Of Passion 7"